# L'ultima fatica di Ercole
L'ultima fatica di Ercole è un film del 1918, diretto da Emilio Graziani-Walter.

## Trama
Ercole è il famoso eroe mitologico a cui fu ordinato di compiere 12 fatiche comprendenti catture di strani animali e uccisioni di amazzoni e uccelli di ferro.
L'ultima impresa dell'eroe consiste nel discendere negli Inferi e di catturare, senza farsi vedere dal re dei morti Ade, il mostruoso guardiano a tre teste Cerbero.